# Течія Бінгама
Течія Бінгама (рос. течение по Бингаму, англ. Bingham flow) — багато колоїдних систем показують плинність за Бінгамом, яка має характерну σ — D діаграму. При швидкості зсуву, більшій за певну величину, виконується рівняння:
σ — σB = ηΔD,
де σ — середнє з трьох нормальних компонентів зсуву, якщо деформація є суто розширювальна, σB — поріг зсуву Бінгама, ηΔ — диференційна в'язкість, D — швидкість зсуву.